# Зелёный Гай (Рыльский район)
Зелёный Гай — посёлок в Рыльском районе Курской области. Входит в состав Ивановского сельсовета.

## География
Посёлок находится в 89 км западнее Курска, в 17 км восточнее районного центра — города Рыльск, в 3,5 км от центра сельсовета  — Ивановское.
Климат
Зелёный Гай, как и весь район, расположен в поясе умеренно континентального климата с тёплым летом и относительно тёплой зимой (Dfb в классификации Кёппена).

## Население
| 2002 | 2010 |
| ---- | ---- |
| 227  | ↘190 |

## Инфраструктура
Личное подсобное хозяйство. В посёлке 187 домов.

## Транспорт
Зелёный Гай находится в 1 км от автодороги регионального значения 38К-017 (Курск — Льгов — Рыльск — граница с Украиной), на автодороге 38Н-815 (38К-017 — Зелёный Гай), в 14 км от ближайшего ж/д остановочного пункта 374 км (линия 322 км — Льгов I).
В 157 км от аэропорта имени В. Г. Шухова (недалеко от Белгорода).